# Lubomír Nečas
Lubomír Nečas (* 9. prosince 1954) je český politik a tělovýchovný lékař, v letech 2012 až 2016 zastupitel a náměstek hejtmana Zlínského kraje, v letech 2018 až 2020 předseda Strany Práv Občanů. Později se stal nestraníkem za hnutí SPD, za něž je od roku 2024 opět zastupitelem Zlínského kraje.

## Život
V letech 1974 až 1980 vystudoval obor všeobecné lékařství na Lékařské fakultě Univerzity Jana Evangelisty Purkyně v Brně (dnes Masarykova univerzita), kde získal titul MUDr. V roce 1986 složil atestaci I. stupně z vnitřního lékařství, v roce 1989 atestaci z tělovýchovného lékařství.
Po absolvování vojenské základní prezenční služby pracoval mezi lety 1980 a 1989 jako sekundární lékař na interním oddělení zlínské nemocnice. Krátce pracoval ve funkci lodního lékaře Československé námořní plavby (1992 až 1993). Od roku 1992 působil jako tělovýchovný lékař ve Sdruženém zdravotnickém ambulantním zařízení ve Zlíně, v OÚNZ Zlín, v okresní a později krajské hygienické stanici. Od roku 2009 zastává funkci tělovýchovného lékaře v Krajské nemocnici T. Bati.
Lubomír Nečas žije ve městě Zlín. S manželkou Světlanou má tři děti – dcery Petru a Sylvu a syna Pavla. Působil v čele Okresního sdružení ČLK Zlínského kraje, je také krajským zástupcem Sdružení praktických lékařů Zlínského kraje.

## Politické působení
Od roku 2010 je členem SPOZ, později Strany Práv Občanů. V komunálních volbách v letech 2010 a 2014 vedl její kandidátku do Zastupitelstva města Zlína, ale ani jednou neuspěl.
V krajských volbách v roce 2004 kandidoval jako nestraník za stranu Správný směr do Zastupitelstva Zlínského kraje, ale neuspěl. Krajským zastupitelem se stal až po volbách v roce 2012, kdy vedl z pozice lídra kandidátku SPOZ. V listopadu 2012 byl pak zvolen náměstkem hejtmana pro zdravotnictví. Ve volbách v roce 2016 se mu však za SPO nepodařilo mandát zastupitele obhájit a skončil tak posléze i ve funkci náměstka hejtmana.
Ve volbách do Poslanecké sněmovny PČR v roce 2013 kandidoval za SPOZ ve Zlínském kraji, ale neuspěl. Ve volbách do Poslanecké sněmovny PČR v roce 2017 byl lídrem Strany Práv Občanů ve Zlínském kraji, ale neuspěl.
Dne 28. března 2018 byl zvolen novým předsedou Strany Práv Občanů a nahradil tak Jana Velebu. V doplňujících volbách do Senátu PČR v květnu 2018 kandidoval za SPO v obvodu č. 78 – Zlín. Se ziskem 4,09 % hlasů skončil na předposledním 8. místě. Funkci předsedy strany zastával do března 2020, kdy jej vystřídal Martin Šulc.
V průběhu roku 2020 ze Strany Práv Občanů vystoupil a v krajských volbách v roce 2020 kandidoval jako nestraník za SPD do Zastupitelstva Zlínského kraje, ale neuspěl. V komunálních volbách v roce 2022 kandidoval jako nezávislý za subjekt „Zlín sobě“ (tj. ČSSD a nezávislí kandidáti) do Zastupitelstva města Zlína, ale neuspěl.
V krajských volbách v září 2024 kandidoval z pozice nestraníka za SPD jako lídr kandidátky do Zastupitelstva Zlínského kraje, mandát se mu podařilo získat. Ve sněmovních volbách v roce 2025 kandiduje na 2. místě kandidátní listiny SPD (listina sdružuje kandidáty SPD, Trikolory, Svobodných a PRO) ve Zlínském kraji.